# 久保九兵衛
久保 九兵衛（九兵衞、くぼ くへえ、1852年4月22日（嘉永5年3月4日）- 1937年（昭和12年）1月23日）は、明治から昭和前期の農業経営者、政治家。衆議院議員。幼名・栄三郎。

## 経歴
越前国丹生郡風巻村（福井県丹生郡風巻村、天津村、清水町風巻を経て現福井市風巻町）で、斎藤（斉藤）清兵衛の三男として生まれ、1854年4月15日（安政元年3月18日）同郡三留村（三方村、清水町三留を経て現:福井市三留町）の大地主、庄屋、酒造業・先代久保九兵衛の養嗣子となり、1880年（明治13年）10月1日、家督を相続し九兵衛を襲名した。本保村（のち吉野村本保、現越前市）のたつみ（河野家屋号）塾などで漢学を修めた。
1884年（明治17年）9月、三留村外九カ村官選戸長に就任し、1887年（明治20年）12月まで在任。1882年（明治15年）6月、福井県会議員に選出され、1894年（明治27年）9月、衆議院議員に当選のため退職するまで、通算5期在任した。また、1891年（明治24年）丹生郡会議員に当選し1894年9月まで務めた。
1894年（明治27年）9月、第4回衆議院議員総選挙（福井県第3区）に永田定右衛門を参謀にして挑戦したため、自由党から除名され立憲革新党に転じて当選し、その後、実業同志倶楽部に所属して衆議院議員に1期在任した。
実業界では、福井県農工銀行取締役を務めた。

## 福井県会選挙歴
- 1期：1882年6月当選 – 1884年9月辞任[7]
- 2期：1887年12月当選 – 1988年12月県会解散[8]
- 3期：1889年1月当選 – 1890年3月半数改選抽選退職[8]
- 4期：1890年9月補欠当選 – 1891年7月府県制施行退職[8]
- 5期：1893年8月当選 – 1894年9月衆議当選退職[8]